# Samir Bouguerra
Samir Bouguerra, arabe : سمير بوقرة né le 18 juillet 1982 en Algérie, est un lutteur libre algérien évoluant dans la catégorie des poids lourds masculins.

## Biographie
Il a remporté une médaille d'argent pour sa division aux Jeux africains de 2007 à Alger, perdant face au lutteur égyptien et champion olympique en titre Karam Gaber.
Bouguerra a représenté l'Algérie aux Jeux olympiques d'été de 2008 à Pékin, où il a concouru dans la catégorie des 96 kg chez les hommes. Il a reçu un laissez-passer pour le tour préliminaire de seize matches, avant de perdre contre le Chinois Jiang Huachen, qui a pu marquer huit points en deux périodes consécutives, laissant Bouguerra sans un seul point.

## Palmarès

### Compétitions internationales
| Année | Compétition                     | Lieu     | Résultat | Catégorie                      |
| ----- | ------------------------------- | -------- | -------- | ------------------------------ |
| 2003  | Championnats d'Afrique de lutte | Le Caire | 3e       | Moins de 84 kg - Gréco-romaine |
| 2003  | Championnats d'Afrique de lutte | Le Caire | 3e       | Moins de 96 kg - Libre         |
| 2007  | Jeux africains                  | Alger    | 2e       | Moins de 96 kg - Gréco-romaine |
| 2007  | Jeux africains                  | Alger    | 2e       | Moins de 120 kg - Libre        |
| 2007  | Championnats d'Afrique de lutte | Le Caire | 2e       | Moins de 96 kg - Gréco-romaine |
| 2008  | Championnats d'Afrique de lutte | Tunis    | 1er      | Moins de 96 kg - Gréco-romaine |